# Отабек Шукуров
Отабек Шукуров (узб. Otabek Shukurov, нар. 22 червня 1996) — узбецький футболіст, півзахисник клубу «Фатіх Карагюмрюк» і національної збірної Узбекистану.

## Клубна кар'єра
У дорослому футболі дебютував 2014 року виступами за команду клубу «Машал», в якій того року взяв участь у 4 матчах чемпіонату.
Згодом 2015 року був гравцем «Буньодкора» та «Бухари».
Своєю грою за останню команду знову привернув увагу представників тренерського штабу «Буньодкора», до складу якого повернувся 2016 року. Цього разу відіграв за ташкентську команду наступні два сезони своєї ігрової кар'єри і був основним гравцем команди.
До складу еміратської «Шарджі» приєднався 2018 року.

## Виступи за збірні
2012 року дебютував у складі юнацької збірної Узбекистану. 2015 року залучався до складу молодіжної збірної Узбекистану.
2016 року дебютував в офіційних матчах у складі національної збірної Узбекистану.
У складі збірної був учасником кубка Азії з футболу 2019 року в ОАЕ.

## Титули і досягнення
- Чемпіон Саудівської Аравії (1):

«Шарджа»: 2018-19
- Володар Суперкубка ОАЕ (1):

«Шарджа»: 2019
Збірні
- Переможець Юнацького (U-16) кубка Азії: 2012
- Чемпіон Азії (U-23): 2018